# Dubiaranea morata
Dubiaranea morata är en spindelart som beskrevs av Alfred Frank Millidge 1991. Dubiaranea morata ingår i släktet Dubiaranea och familjen täckvävarspindlar.
Artens utbredningsområde är Ecuador. Inga underarter finns listade i Catalogue of Life.